# Alder Flats (Alberta)
Alder Flats est un hameau (hamlet) du Comté de Wetaskiwin No 10, situé dans la province canadienne d'Alberta.

## Démographie
En tant que localité désignée dans le recensement de 2011, Alder Flats a une population de 152 habitants dans 59 de ses 69 logements privés, soit une variation de 2.7% avec la population de 2006. Avec une superficie de 1,658 1 km2, le hameau possède une densité de population de 91,671 2 hab/km2 en 2011.
Concernant le recensement de 2006, Alder Flats abritait 148 habitants dans 55 de ses 58 logements privés. Avec une superficie de 1,658 1 km2, le hameau possédait une densité de population de 89,3 hab/km2 en 2006.